# Уманська картинна галерея
Уманська картинна галерея — художній музей-галерея у райцентрі Черкаської області місті Умані, відділ Уманського краєзнавчого музею; цінне зібрання творів образотворчого і пластичного мистецтва; розташований у приміщенні костелу.
Уманська картинна галерея міститься в історичній будівлі — приміщенні уманського костелу, що є пам'яткою архітектури 1-ї половини XIX століття державного значення; розташована за адресою:
вул. Андрія Кизила, буд. 2, м. Умань—20300 (Черкаська область, Україна).

## Історія музею
Часом заснування художнього зібрання в Умані вважається 1934 рік, коли тут вперше була виставлена колекція мистецьких творів Державного і соціально-історичного музею Уманської округи.
Серед експонатів демонструвалась фондова колекція з творів європейських художників: картини Строцці, Я. Матейка, Х. Рібейри, офорти Рембрандта, а також колекція порцеляни, меблів, скульптурні роботи відомих європейських майстрів.
У роки Другої світової війни картинну галерею в Умані було пограбовано.
У 1964 році на прохання громадськості міста та видатних діячів культури: Миколи Бажана, Юрія Смолича, Надії Суровцової приміщення костьолу було відреставровано, і в 1974 році була відкрита перша у Черкаській області картинна галерея на правах художнього відділу Уманського краєзнавчого музею.
Відтоді в Уманській картинній галереї здійснюється значна експозиційна, збиральницька та науково-просвітницька робота.

## Викрадення картин
Протягом 2006-2008 Уманська картинна галерея та Ямпільський музей образотворчого мистецтва організували тимчасові виїзні виставки у міжрайонному управлінні СБУ, військкоматі міста Ямпіль та Ямпільському міському водоканалі. 
Після деяких із цих виставок музейники запідозрили, що полотна українських художників Сергія Шишка «Осіння пора» та «Лист над Дніпром», Миколи Глущенка «Осіннє замилування», «Зимове сонце», Івана Григор'єва «Легенда київського футболу», Тетяни Яблонської «Квітневий день» і Матвія Донцова «Зимовий вечір» підмінили.
Перевірили фонди і виявили, що на місці оригіналів — 7 копій. Зниклі полотна оцінили у понад 1 млн 200 тисяч гривень. Афера набула широкого громадського розголосу. Причетними до викрадення картин виявилися тодішній директор краєзнавчого музею 60-річний Михайло Вихристюк та уманський райвідділ міліції. 1 жовтня 2008 року прокуратура повернула Уманському краєзнавчому музею викрадені картини, однак роботи Матвія Донцова й Тетяни Яблонської так і не були знайдені.

## Фонди, експозиція, діяльність
Фондова колекція Уманської картинної галереї нараховує понад 10 тисяч одиниць збереження.
Серед живописних творів музейної збірки велику цінність мають роботи західноєвропейських художників XIX — початку XX століть: Д. Беццуолі, Й. Ґреза, Я. Сімона, Р. Крижанівського, А. Буша, К. Мардзевича, І. Соколова, С. Рейхана. У картинній галереї широко представлене національне образотворче мистецтво — зберігаються роботи українських художників XX століття: І. Їжакевича, М. Глущенка, В. Литвиненка, К. Трохименка, Г. Чернявського, В. Балановського, Г. Задорожнього, В. Лопухова, Ф. Шишка, Ф. Захарова, І. Григор'єва. Серед скульптур унікальними є роботи італійського та польського скульпторів А. Канови і К. Ґодебського.

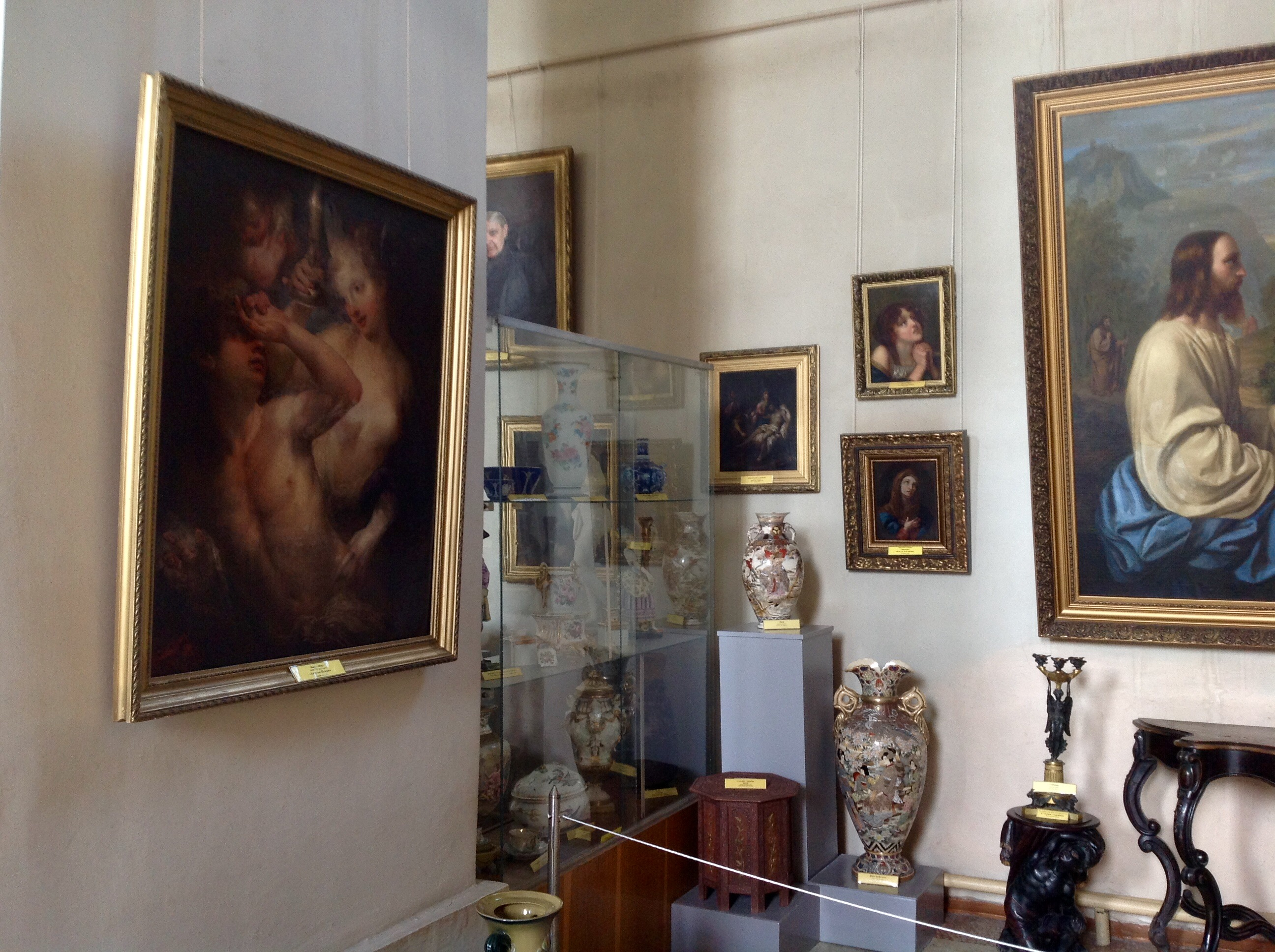
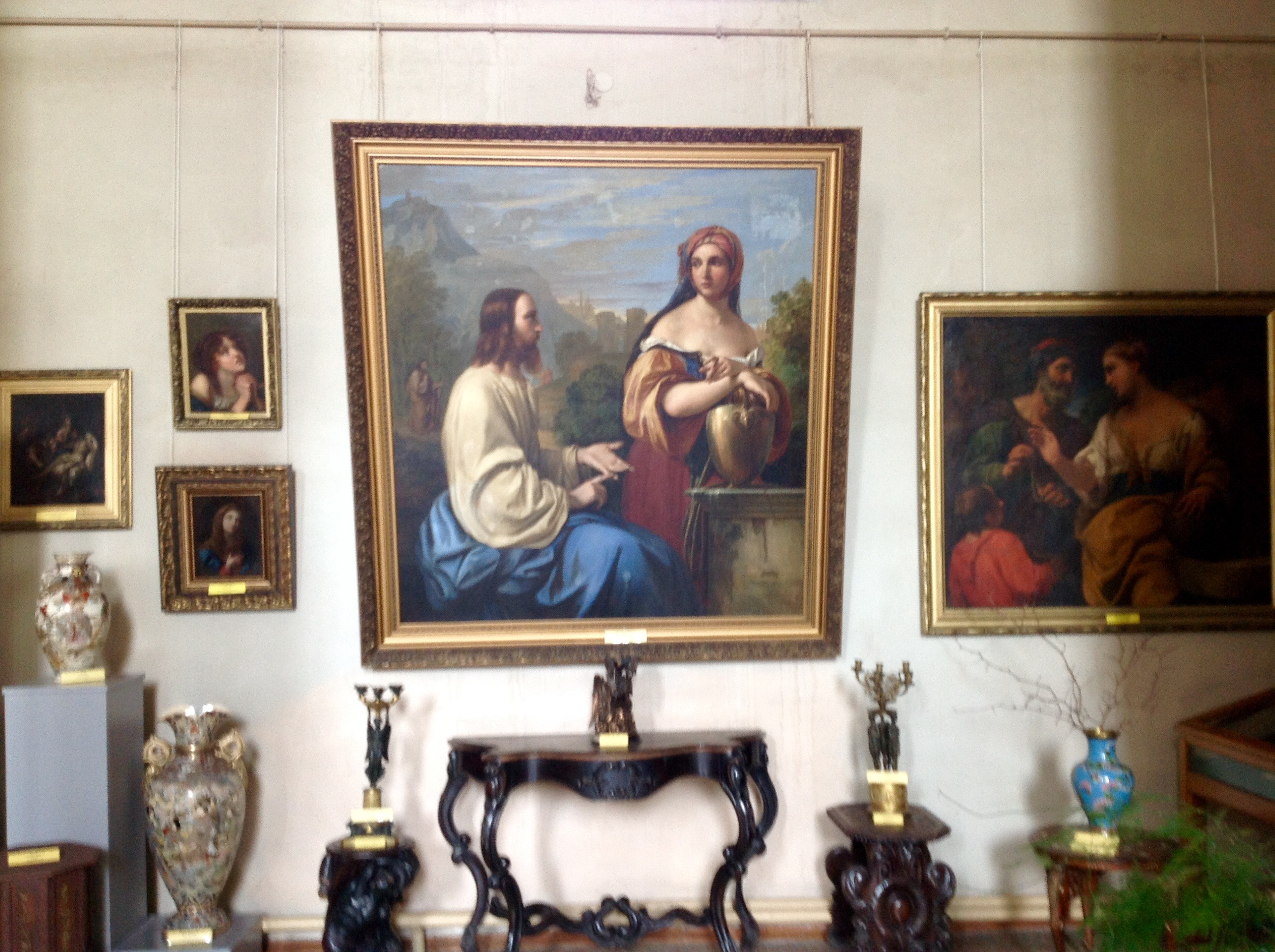
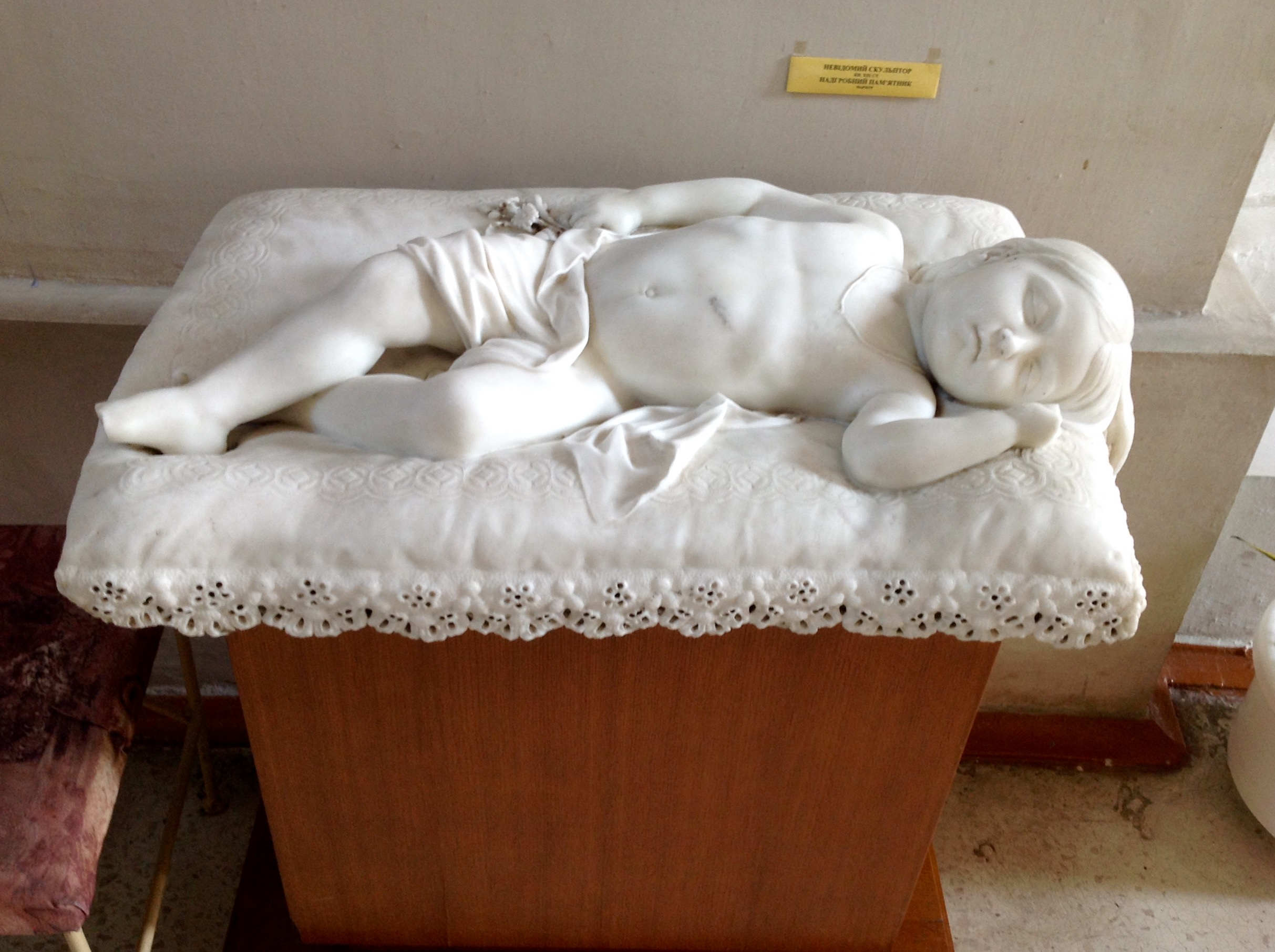
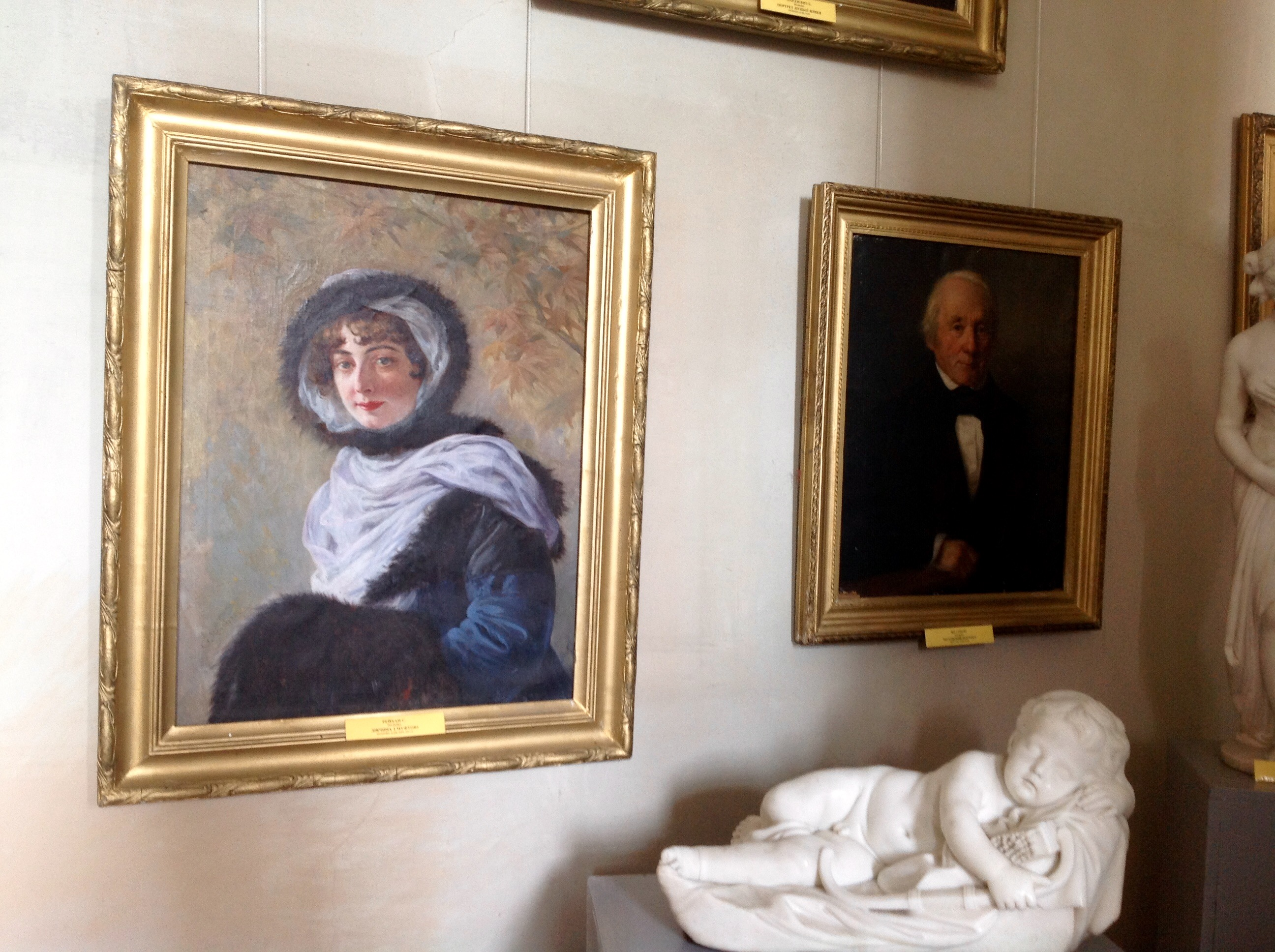
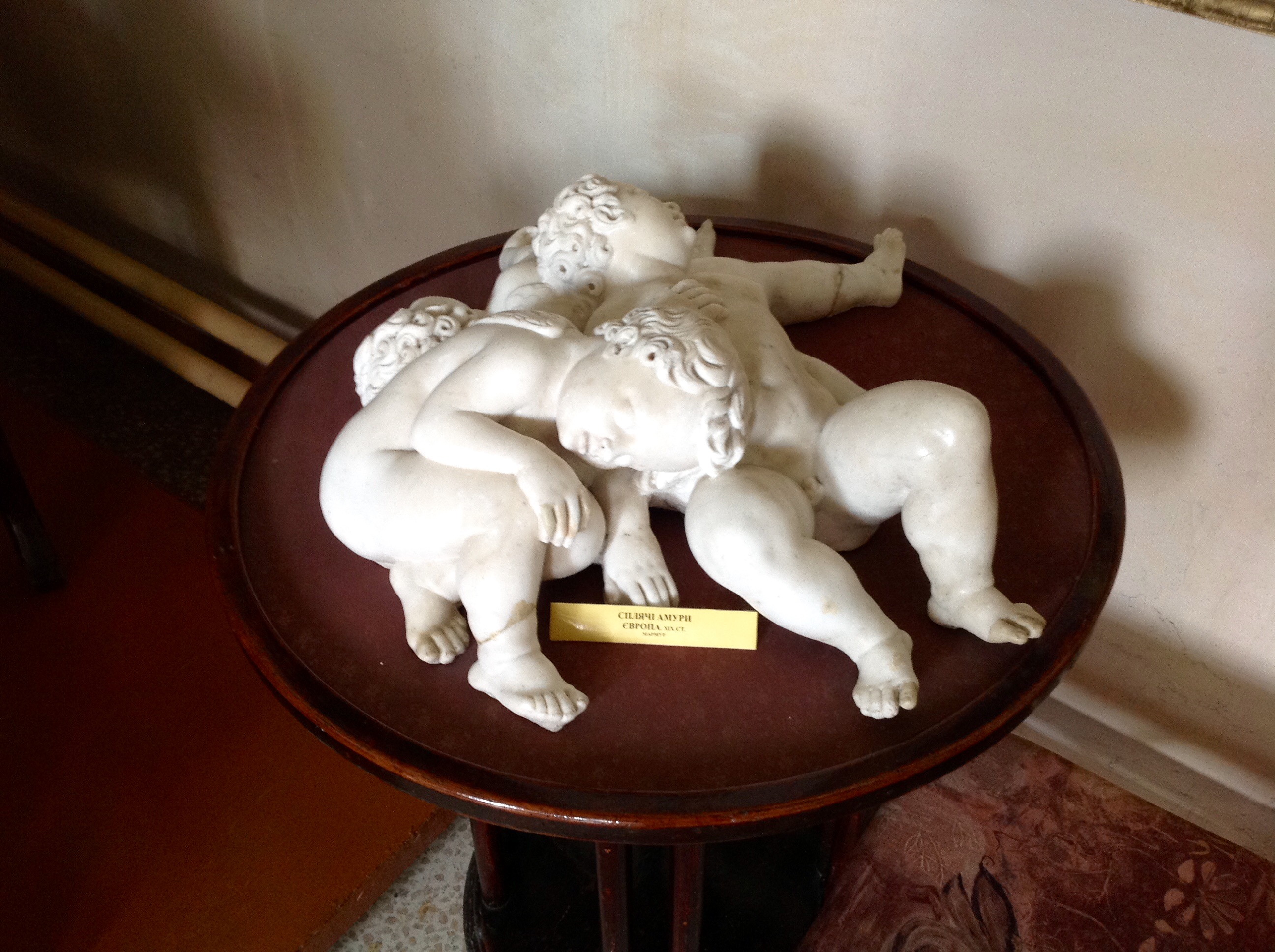
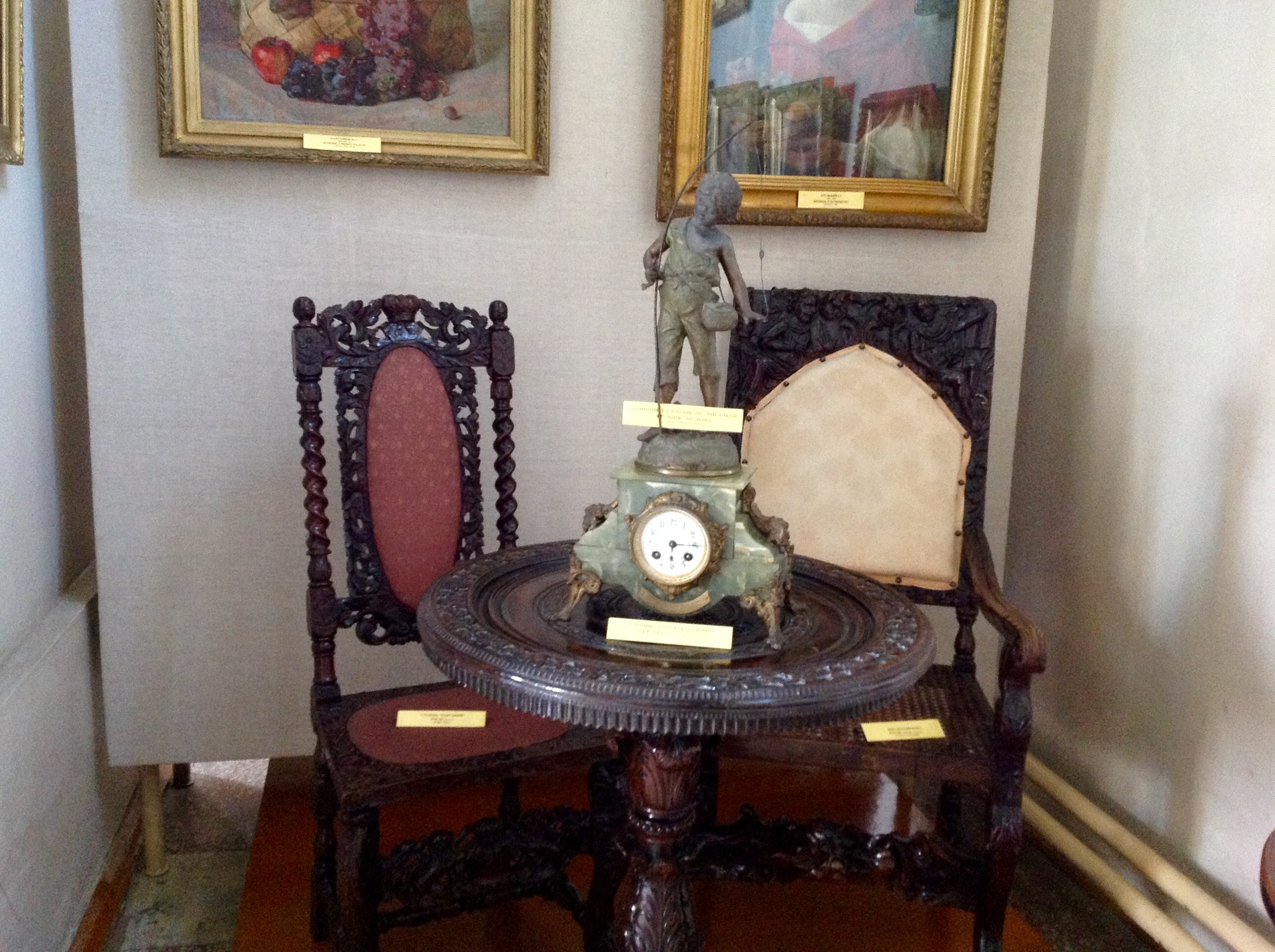
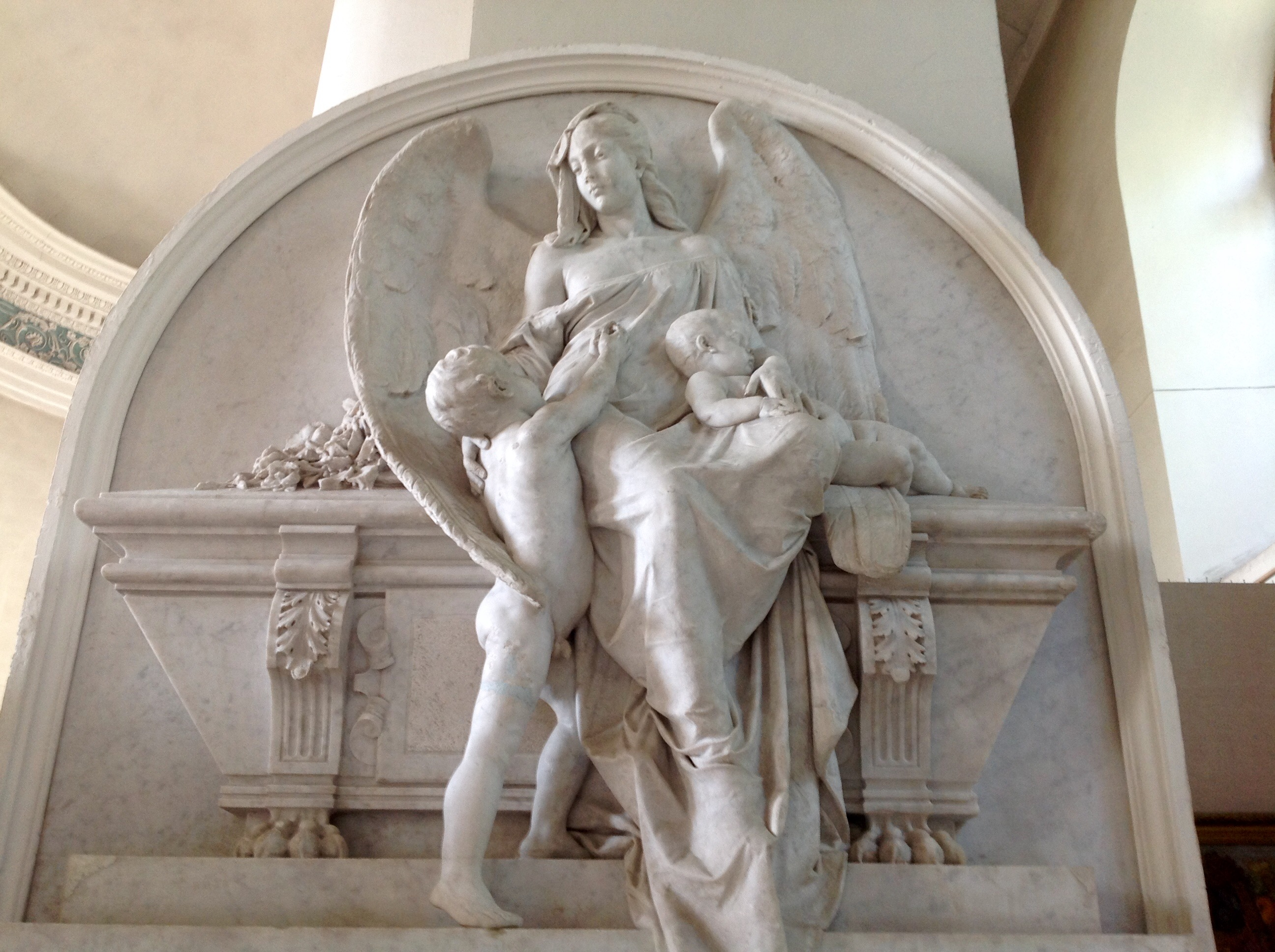
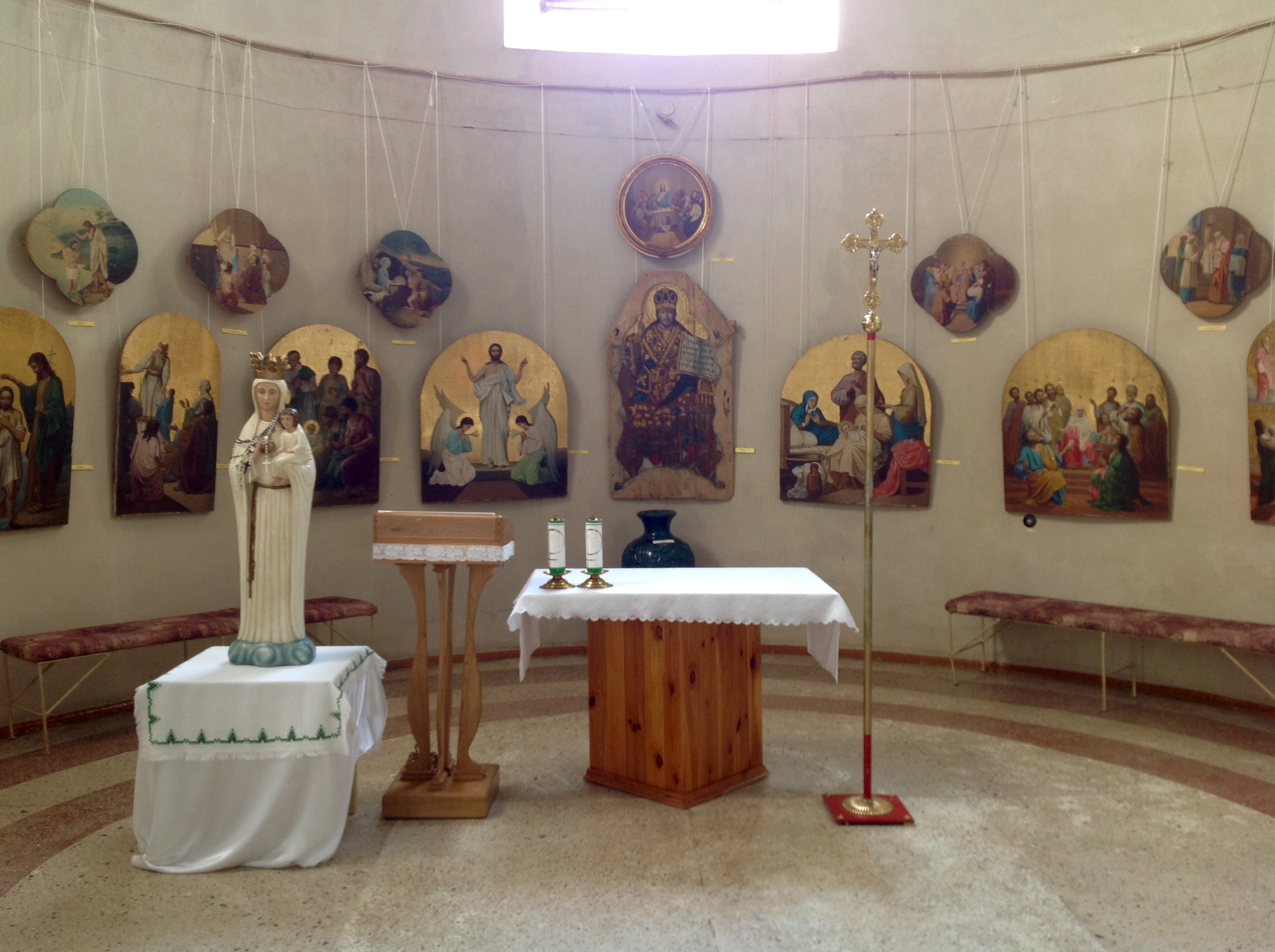
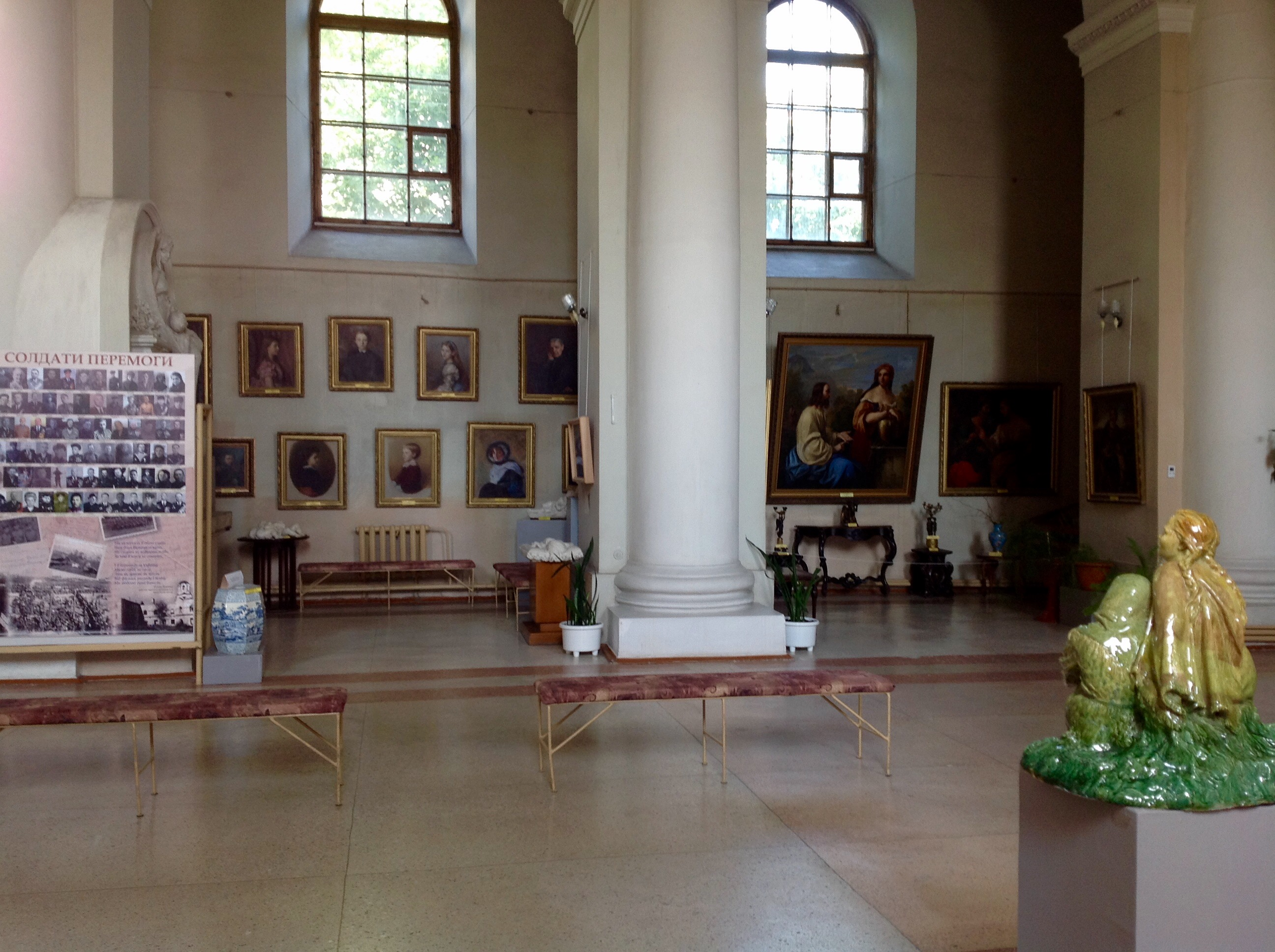

Велику художню цінність має колекція робіт народного художника України скульптора Г. Л. Петрашевич. Значний інтерес представляють вироби з кераміки члена Міжнародної Академії кераміки народного художника Д. Головка, а також колекція творів декоративно-прикладного мистецтва країн Сходу.
Постійна експозиція Уманської картинної галереї має 2 відділи:
- відділ «Західноєвропейського та українського мистецтва XIX — початку XX ст.ст.» — тут експонуються картини західноєвропейських художників Д. Беццуолі, Ж. Б. Ґреза, Я. Сімона; серія портретів, виконаних польськими авторами кінця XIX ст. — С. Рейханом, К. Мардзевичем, Р. Крижанівським, картини німецького художника А. Буша, російського художника І. Соколова та інші. Тут представлена колекція декоративно-прикладного мистецтва XIX—XX ст.ст.: порцеляновий посуд західноєвропейських, українських та російських заводів, меблі.
- у відділі «Сучасного українського мистецтва» експонуються твори українських професійних та самодіяльних художників, майстрів декоративно-прикладного мистецтва.

Щорічно (2000-ні) в Уманській картинній галереї експонується близько 10 виставок, зокрема дуже цікавими були: «Постери художників С. і М. Реріхів», «Декоративно-прикладне мистецтво країн Сходу (Індія, Китай, Японія, Індонезія)», «Кольори рідної землі (пейзажі українських художників)» «Земно вклоняймось (картини українських художників)» тощо.

## Виноски
1. ↑  Українські музеї: як вкрасти мільйон?. Українська правда. — 2010. — 12.07.
2. 1 2  Кушніренко Лілія Викрадені картини повернули Уманському музею // інф. за 7 жовтня 2008 року від www.gazeta.ua (Газета.ua останні новини)

## Джерело-посилання
- Уманська картинна галерея на журнал «Музеї України»